# 9 Krakowski Oddział WOP
Krakowski Oddział WOP nr 9 – oddział Wojsk Ochrony Pogranicza.

## Formowanie i zmiany organizacyjne
Sformowany w 1946 na bazie 9 Oddziału Ochrony Pogranicza, na podstawie rozkazu NDWP nr 0153/org. z 21 września 1946. Oddział posiadał cztery komendy, 20 strażnic, stan etatowy wynosił 1497 żołnierzy i 14 pracowników cywilnych.
Sztab oddziału stacjonował w Krakowie przy ul. Kosynierów 2. Przeniesienie Krakowskiego Oddziału WOP do Krakowa spowodowało przekazanie 38 komendy odcinka w Zagórzu i 39 komendy odcinka w Gorlicach Rzeszowskiemu Oddziałowi WOP w Przemyślu.
W 1947 rozformowano w oddziale grupę manewrową i sformowano szkołę podoficerską.
W latach 1947–1948 uruchomiono na odcinku oddziału 6 PPK małego ruchu granicznego: Niedzica, Jurgów. Chochołów, Winiarczykówka, Glinka i Zwardoń.
9 Krakowski Oddział WOP rozformowano w 1948. Na jego bazie powstała 19 Brygada Ochrony Pogranicza.

## Struktura organizacyjna
W 1946:
- dowództwo sztab i pododdziały dowodzenia
- grupa manewrowa, a od 1947 szkoła podoficerska
- 40 komenda odcinka - Nowy Sącz
- 41 komenda odcinka - Nowy Targ
- 42 komenda odcinka – Czarny Dunajec
- 43 komenda odcinka – Rajcza
- Przejściowe punkty kontrolne (PPK):  Muszyna (kolejowy), Łysa Polana (drogowy), Chyżne (drogowy) i Zwardoń (drogowy)[3].

We wrześniu 1946 stan etatowy oddziału przewidywał: 4 komendy, 20 strażnic, 1597 wojskowych i 14 pracowników cywilnych. Po reorganizacji w 1947 było to: 4 komend odcinków, 20 strażnic 1565 wojskowych i 13 pracowników cywilnych.

## Dowódcy oddziału
- płk Franciszek Mróz (do 21 IX 1946)
- ppłk Ludwik Bałos (do 30 VIII 1947 → dowódca 32 pp)
- ppłk Władysław Horabik

## Przekształcenia
9 Oddział Ochrony Pogranicza → 9 Krakowski Oddział WOP → 19 Brygada Ochrony Pogranicza → 3 Brygada WOP → 3 Karpacka Brygada WOP → Karpacka Brygada WOP → Karpacki Oddział SG